# Okręgowe rozgrywki w piłce nożnej woj. białostockiego, łomżyńskiego, suwalskiego (1978/1979)
45. Edycja okręgowych rozgrywek w piłce nożnej województwa białostockiego

3. Edycja okręgowych rozgrywek w piłce nożnej województwa łomżyńskiego i suwalskiego

Okręgowe rozgrywki w piłce nożnej województwa białostockiego, łomżyńskiego, suwalskiego prowadzone są przez okręgowe związki piłki nożnej: białostocki, łomżyński i suwalski.
Mistrzostwo okręgu :
- białostockiego zdobył Sokół Sokółka.
- łomżyńskiego, ostrołęckiego i ciechanowskiego zdobył ZWAR Przasnysz.
- suwalskiego zdobyły Śniardwy Orzysz.

Puchar Polski okręgu:
- białostockiego zdobyła Gwardia Białystok
- łomżyńskiego zdobyła Olimpia Zambrów
- suwalskiego zdobyły Wigry Suwałki.

Drużyny z województwa białostockiego, łomżyńskiego i suwalskiego występujące w centralnych i makroregionalnych poziomach rozgrywkowych:
- 1 Liga – brak
- 2 Liga – brak
- 3 Liga (tzw. klasa "M" międzywojewódzka) – Jagiellonia Białystok, Mazur Ełk, Wigry Suwałki, ŁKS Łomża, Włókniarz Białystok, Gwardia Białystok.

| Rozgrywki       | Poziomy rozgrywkowe w sezonie 1978/79 | Poziomy rozgrywkowe w sezonie 1978/79               | Poziomy rozgrywkowe w sezonie 1978/79               | Poziomy rozgrywkowe w sezonie 1978/79               | Poziomy rozgrywkowe w sezonie 1978/79               | Poziomy rozgrywkowe w sezonie 1978/79               | Poziomy rozgrywkowe w sezonie 1978/79               | Poziomy rozgrywkowe w sezonie 1978/79               | Poziomy rozgrywkowe w sezonie 1978/79               | Poziomy rozgrywkowe w sezonie 1978/79               | Poziomy rozgrywkowe w sezonie 1978/79               | Poziomy rozgrywkowe w sezonie 1978/79               | Poziomy rozgrywkowe w sezonie 1978/79               | Poziomy rozgrywkowe w sezonie 1978/79               | Poziomy rozgrywkowe w sezonie 1978/79               | Poziomy rozgrywkowe w sezonie 1978/79               | Poziomy rozgrywkowe w sezonie 1978/79               | Poziomy rozgrywkowe w sezonie 1978/79               | Poziomy rozgrywkowe w sezonie 1978/79               | Poziomy rozgrywkowe w sezonie 1978/79               | Poziomy rozgrywkowe w sezonie 1978/79               | Poziomy rozgrywkowe w sezonie 1978/79               | Poziomy rozgrywkowe w sezonie 1978/79               | Poziomy rozgrywkowe w sezonie 1978/79               | Poziomy rozgrywkowe w sezonie 1978/79               | Poziomy rozgrywkowe w sezonie 1978/79               | Poziomy rozgrywkowe w sezonie 1978/79               | Poziomy rozgrywkowe w sezonie 1978/79               | Poziomy rozgrywkowe w sezonie 1978/79               | Poziomy rozgrywkowe w sezonie 1978/79               | Poziomy rozgrywkowe w sezonie 1978/79               | Poziomy rozgrywkowe w sezonie 1978/79               | Poziomy rozgrywkowe w sezonie 1978/79               | Poziomy rozgrywkowe w sezonie 1978/79               | Poziomy rozgrywkowe w sezonie 1978/79               | Poziomy rozgrywkowe w sezonie 1978/79               | Poziomy rozgrywkowe w sezonie 1978/79               | Poziomy rozgrywkowe w sezonie 1978/79               | Poziomy rozgrywkowe w sezonie 1978/79               | Poziomy rozgrywkowe w sezonie 1978/79               | Poziomy rozgrywkowe w sezonie 1978/79               | Poziomy rozgrywkowe w sezonie 1978/79               | Poziomy rozgrywkowe w sezonie 1978/79               | Poziomy rozgrywkowe w sezonie 1978/79               | Poziomy rozgrywkowe w sezonie 1978/79               | Poziomy rozgrywkowe w sezonie 1978/79               | Poziomy rozgrywkowe w sezonie 1978/79               | Poziomy rozgrywkowe w sezonie 1978/79               | Poziomy rozgrywkowe w sezonie 1978/79               | Poziomy rozgrywkowe w sezonie 1978/79               | Poziomy rozgrywkowe w sezonie 1978/79               | Poziomy rozgrywkowe w sezonie 1978/79               | Poziomy rozgrywkowe w sezonie 1978/79               | Poziomy rozgrywkowe w sezonie 1978/79               | Poziomy rozgrywkowe w sezonie 1978/79               | Poziomy rozgrywkowe w sezonie 1978/79               | Poziomy rozgrywkowe w sezonie 1978/79               | Poziomy rozgrywkowe w sezonie 1978/79               | Poziomy rozgrywkowe w sezonie 1978/79               | Poziomy rozgrywkowe w sezonie 1978/79               | Poziomy rozgrywkowe w sezonie 1978/79               |
| --------------- | ------------------------------------- | --------------------------------------------------- | --------------------------------------------------- | --------------------------------------------------- | --------------------------------------------------- | --------------------------------------------------- | --------------------------------------------------- | --------------------------------------------------- | --------------------------------------------------- | --------------------------------------------------- | --------------------------------------------------- | --------------------------------------------------- | --------------------------------------------------- | --------------------------------------------------- | --------------------------------------------------- | --------------------------------------------------- | --------------------------------------------------- | --------------------------------------------------- | --------------------------------------------------- | --------------------------------------------------- | --------------------------------------------------- | --------------------------------------------------- | --------------------------------------------------- | --------------------------------------------------- | --------------------------------------------------- | --------------------------------------------------- | --------------------------------------------------- | --------------------------------------------------- | --------------------------------------------------- | --------------------------------------------------- | --------------------------------------------------- | --------------------------------------------------- | --------------------------------------------------- | --------------------------------------------------- | --------------------------------------------------- | --------------------------------------------------- | --------------------------------------------------- | --------------------------------------------------- | --------------------------------------------------- | --------------------------------------------------- | --------------------------------------------------- | --------------------------------------------------- | --------------------------------------------------- | --------------------------------------------------- | --------------------------------------------------- | --------------------------------------------------- | --------------------------------------------------- | --------------------------------------------------- | --------------------------------------------------- | --------------------------------------------------- | --------------------------------------------------- | --------------------------------------------------- | --------------------------------------------------- | --------------------------------------------------- | --------------------------------------------------- | --------------------------------------------------- | --------------------------------------------------- | --------------------------------------------------- | --------------------------------------------------- | --------------------------------------------------- | --------------------------------------------------- |
| Centralne       | I poziom ligowy                       | I Liga                                              | I Liga                                              | I Liga                                              | I Liga                                              | I Liga                                              | I Liga                                              | I Liga                                              | I Liga                                              | I Liga                                              | I Liga                                              | I Liga                                              | I Liga                                              | I Liga                                              | I Liga                                              | I Liga                                              | I Liga                                              | I Liga                                              | I Liga                                              | I Liga                                              | I Liga                                              | I Liga                                              | I Liga                                              | I Liga                                              | I Liga                                              | I Liga                                              | I Liga                                              | I Liga                                              | I Liga                                              | I Liga                                              | I Liga                                              | I Liga                                              | I Liga                                              | I Liga                                              | I Liga                                              | I Liga                                              | I Liga                                              | I Liga                                              | I Liga                                              | I Liga                                              | I Liga                                              | I Liga                                              | I Liga                                              | I Liga                                              | I Liga                                              | I Liga                                              | I Liga                                              | I Liga                                              | I Liga                                              | I Liga                                              | I Liga                                              | I Liga                                              | I Liga                                              | I Liga                                              | I Liga                                              | I Liga                                              | I Liga                                              | I Liga                                              | I Liga                                              | I Liga                                              | I Liga                                              |
| Centralne       | II poziom ligowy                      | II Liga – gr.I                                      | II Liga – gr.I                                      | II Liga – gr.I                                      | II Liga – gr.I                                      | II Liga – gr.I                                      | II Liga – gr.I                                      | II Liga – gr.I                                      | II Liga – gr.I                                      | II Liga – gr.I                                      | II Liga – gr.I                                      | II Liga – gr.I                                      | II Liga – gr.I                                      | II Liga – gr.I                                      | II Liga – gr.I                                      | II Liga – gr.I                                      | II Liga – gr.I                                      | II Liga – gr.I                                      | II Liga – gr.I                                      | II Liga – gr.I                                      | II Liga – gr.I                                      | II Liga – gr.I                                      | II Liga – gr.I                                      | II Liga – gr.I                                      | II Liga – gr.I                                      | II Liga – gr.I                                      | II Liga – gr.I                                      | II Liga – gr.I                                      | II Liga – gr.I                                      | II Liga – gr.I                                      | II Liga – gr.I                                      | II Liga – gr.II                                     | II Liga – gr.II                                     | II Liga – gr.II                                     | II Liga – gr.II                                     | II Liga – gr.II                                     | II Liga – gr.II                                     | II Liga – gr.II                                     | II Liga – gr.II                                     | II Liga – gr.II                                     | II Liga – gr.II                                     | II Liga – gr.II                                     | II Liga – gr.II                                     | II Liga – gr.II                                     | II Liga – gr.II                                     | II Liga – gr.II                                     | II Liga – gr.II                                     | II Liga – gr.II                                     | II Liga – gr.II                                     | II Liga – gr.II                                     | II Liga – gr.II                                     | II Liga – gr.II                                     | II Liga – gr.II                                     | II Liga – gr.II                                     | II Liga – gr.II                                     | II Liga – gr.II                                     | II Liga – gr.II                                     | II Liga – gr.II                                     | II Liga – gr.II                                     | II Liga – gr.II                                     | II Liga – gr.II                                     |
| Makroregionalne | III poziom ligowy                     | III Liga – 8 grup (tzw. klasa "M" międzywojewódzka) | III Liga – 8 grup (tzw. klasa "M" międzywojewódzka) | III Liga – 8 grup (tzw. klasa "M" międzywojewódzka) | III Liga – 8 grup (tzw. klasa "M" międzywojewódzka) | III Liga – 8 grup (tzw. klasa "M" międzywojewódzka) | III Liga – 8 grup (tzw. klasa "M" międzywojewódzka) | III Liga – 8 grup (tzw. klasa "M" międzywojewódzka) | III Liga – 8 grup (tzw. klasa "M" międzywojewódzka) | III Liga – 8 grup (tzw. klasa "M" międzywojewódzka) | III Liga – 8 grup (tzw. klasa "M" międzywojewódzka) | III Liga – 8 grup (tzw. klasa "M" międzywojewódzka) | III Liga – 8 grup (tzw. klasa "M" międzywojewódzka) | III Liga – 8 grup (tzw. klasa "M" międzywojewódzka) | III Liga – 8 grup (tzw. klasa "M" międzywojewódzka) | III Liga – 8 grup (tzw. klasa "M" międzywojewódzka) | III Liga – 8 grup (tzw. klasa "M" międzywojewódzka) | III Liga – 8 grup (tzw. klasa "M" międzywojewódzka) | III Liga – 8 grup (tzw. klasa "M" międzywojewódzka) | III Liga – 8 grup (tzw. klasa "M" międzywojewódzka) | III Liga – 8 grup (tzw. klasa "M" międzywojewódzka) | III Liga – 8 grup (tzw. klasa "M" międzywojewódzka) | III Liga – 8 grup (tzw. klasa "M" międzywojewódzka) | III Liga – 8 grup (tzw. klasa "M" międzywojewódzka) | III Liga – 8 grup (tzw. klasa "M" międzywojewódzka) | III Liga – 8 grup (tzw. klasa "M" międzywojewódzka) | III Liga – 8 grup (tzw. klasa "M" międzywojewódzka) | III Liga – 8 grup (tzw. klasa "M" międzywojewódzka) | III Liga – 8 grup (tzw. klasa "M" międzywojewódzka) | III Liga – 8 grup (tzw. klasa "M" międzywojewódzka) | III Liga – 8 grup (tzw. klasa "M" międzywojewódzka) | III Liga – 8 grup (tzw. klasa "M" międzywojewódzka) | III Liga – 8 grup (tzw. klasa "M" międzywojewódzka) | III Liga – 8 grup (tzw. klasa "M" międzywojewódzka) | III Liga – 8 grup (tzw. klasa "M" międzywojewódzka) | III Liga – 8 grup (tzw. klasa "M" międzywojewódzka) | III Liga – 8 grup (tzw. klasa "M" międzywojewódzka) | III Liga – 8 grup (tzw. klasa "M" międzywojewódzka) | III Liga – 8 grup (tzw. klasa "M" międzywojewódzka) | III Liga – 8 grup (tzw. klasa "M" międzywojewódzka) | III Liga – 8 grup (tzw. klasa "M" międzywojewódzka) | III Liga – 8 grup (tzw. klasa "M" międzywojewódzka) | III Liga – 8 grup (tzw. klasa "M" międzywojewódzka) | III Liga – 8 grup (tzw. klasa "M" międzywojewódzka) | III Liga – 8 grup (tzw. klasa "M" międzywojewódzka) | III Liga – 8 grup (tzw. klasa "M" międzywojewódzka) | III Liga – 8 grup (tzw. klasa "M" międzywojewódzka) | III Liga – 8 grup (tzw. klasa "M" międzywojewódzka) | III Liga – 8 grup (tzw. klasa "M" międzywojewódzka) | III Liga – 8 grup (tzw. klasa "M" międzywojewódzka) | III Liga – 8 grup (tzw. klasa "M" międzywojewódzka) | III Liga – 8 grup (tzw. klasa "M" międzywojewódzka) | III Liga – 8 grup (tzw. klasa "M" międzywojewódzka) | III Liga – 8 grup (tzw. klasa "M" międzywojewódzka) | III Liga – 8 grup (tzw. klasa "M" międzywojewódzka) | III Liga – 8 grup (tzw. klasa "M" międzywojewódzka) | III Liga – 8 grup (tzw. klasa "M" międzywojewódzka) | III Liga – 8 grup (tzw. klasa "M" międzywojewódzka) | III Liga – 8 grup (tzw. klasa "M" międzywojewódzka) | III Liga – 8 grup (tzw. klasa "M" międzywojewódzka) | III Liga – 8 grup (tzw. klasa "M" międzywojewódzka) |
|                 |                                       | OZPN Białystok                                      | OZPN Białystok                                      | OZPN Białystok                                      | OZPN Białystok                                      | OZPN Białystok                                      | OZPN Białystok                                      | OZPN Białystok                                      | OZPN Białystok                                      | OZPN Białystok                                      | OZPN Białystok                                      | OZPN Białystok                                      | OZPN Białystok                                      | OZPN Białystok                                      | OZPN Białystok                                      | OZPN Białystok                                      | OZPN Białystok                                      | OZPN Białystok                                      | OZPN Białystok                                      | OZPN Białystok                                      | OZPN Białystok                                      | OZPN Łomża                                          | OZPN Łomża                                          | OZPN Łomża                                          | OZPN Łomża                                          | OZPN Łomża                                          | OZPN Łomża                                          | OZPN Łomża                                          | OZPN Łomża                                          | OZPN Łomża                                          | OZPN Łomża                                          | OZPN Łomża                                          | OZPN Łomża                                          | OZPN Łomża                                          | OZPN Łomża                                          | OZPN Łomża                                          | OZPN Łomża                                          | OZPN Łomża                                          | OZPN Łomża                                          | OZPN Łomża                                          | OZPN Łomża                                          | OZPN Suwałki                                        | OZPN Suwałki                                        | OZPN Suwałki                                        | OZPN Suwałki                                        | OZPN Suwałki                                        | OZPN Suwałki                                        | OZPN Suwałki                                        | OZPN Suwałki                                        | OZPN Suwałki                                        | OZPN Suwałki                                        | OZPN Suwałki                                        | OZPN Suwałki                                        | OZPN Suwałki                                        | OZPN Suwałki                                        | OZPN Suwałki                                        | OZPN Suwałki                                        | OZPN Suwałki                                        | OZPN Suwałki                                        | OZPN Suwałki                                        | OZPN Suwałki                                        |
| Okręgowe        | IV poziom ligowy                      | Klasa A (białostocka)                               | Klasa A (białostocka)                               | Klasa A (białostocka)                               | Klasa A (białostocka)                               | Klasa A (białostocka)                               | Klasa A (białostocka)                               | Klasa A (białostocka)                               | Klasa A (białostocka)                               | Klasa A (białostocka)                               | Klasa A (białostocka)                               | Klasa A (białostocka)                               | Klasa A (białostocka)                               | Klasa A (białostocka)                               | Klasa A (białostocka)                               | Klasa A (białostocka)                               | Klasa A (białostocka)                               | Klasa A (białostocka)                               | Klasa A (białostocka)                               | Klasa A (białostocka)                               | Klasa A (białostocka)                               | Klasa A (łomża+ostroł.+ciech.)                      | Klasa A (łomża+ostroł.+ciech.)                      | Klasa A (łomża+ostroł.+ciech.)                      | Klasa A (łomża+ostroł.+ciech.)                      | Klasa A (łomża+ostroł.+ciech.)                      | Klasa A (łomża+ostroł.+ciech.)                      | Klasa A (łomża+ostroł.+ciech.)                      | Klasa A (łomża+ostroł.+ciech.)                      | Klasa A (łomża+ostroł.+ciech.)                      | Klasa A (łomża+ostroł.+ciech.)                      | Klasa A (łomża+ostroł.+ciech.)                      | Klasa A (łomża+ostroł.+ciech.)                      | Klasa A (łomża+ostroł.+ciech.)                      | Klasa A (łomża+ostroł.+ciech.)                      | Klasa A (łomża+ostroł.+ciech.)                      | Klasa A (łomża+ostroł.+ciech.)                      | Klasa A (łomża+ostroł.+ciech.)                      | Klasa A (łomża+ostroł.+ciech.)                      | Klasa A (łomża+ostroł.+ciech.)                      | Klasa A (łomża+ostroł.+ciech.)                      | Klasa A (suwalska)                                  | Klasa A (suwalska)                                  | Klasa A (suwalska)                                  | Klasa A (suwalska)                                  | Klasa A (suwalska)                                  | Klasa A (suwalska)                                  | Klasa A (suwalska)                                  | Klasa A (suwalska)                                  | Klasa A (suwalska)                                  | Klasa A (suwalska)                                  | Klasa A (suwalska)                                  | Klasa A (suwalska)                                  | Klasa A (suwalska)                                  | Klasa A (suwalska)                                  | Klasa A (suwalska)                                  | Klasa A (suwalska)                                  | Klasa A (suwalska)                                  | Klasa A (suwalska)                                  | Klasa A (suwalska)                                  | Klasa A (suwalska)                                  |
| Okręgowe        | V poziom ligowy                       | Klasa B (białostocka)                               | Klasa B (białostocka)                               | Klasa B (białostocka)                               | Klasa B (białostocka)                               | Klasa B (białostocka)                               | Klasa B (białostocka)                               | Klasa B (białostocka)                               | Klasa B (białostocka)                               | Klasa B (białostocka)                               | Klasa B (białostocka)                               | Klasa B (białostocka)                               | Klasa B (białostocka)                               | Klasa B (białostocka)                               | Klasa B (białostocka)                               | Klasa B (białostocka)                               | Klasa B (białostocka)                               | Klasa B (białostocka)                               | Klasa B (białostocka)                               | Klasa B (białostocka)                               | Klasa B (białostocka)                               | Klasa B (łomżyńska)                                 | Klasa B (łomżyńska)                                 | Klasa B (łomżyńska)                                 | Klasa B (łomżyńska)                                 | Klasa B (łomżyńska)                                 | Klasa B (łomżyńska)                                 | Klasa B (łomżyńska)                                 | Klasa B (łomżyńska)                                 | Klasa B (łomżyńska)                                 | Klasa B (łomżyńska)                                 | Klasa B (łomżyńska)                                 | Klasa B (łomżyńska)                                 | Klasa B (łomżyńska)                                 | Klasa B (łomżyńska)                                 | Klasa B (łomżyńska)                                 | Klasa B (łomżyńska)                                 | Klasa B (łomżyńska)                                 | Klasa B (łomżyńska)                                 | Klasa B (łomżyńska)                                 | Klasa B (łomżyńska)                                 | Klasa B gr.I                                        | Klasa B gr.I                                        | Klasa B gr.I                                        | Klasa B gr.I                                        | Klasa B gr.I                                        | Klasa B gr.I                                        | Klasa B gr.I                                        | Klasa B gr.I                                        | Klasa B gr.I                                        | Klasa B gr.I                                        | Klasa B gr.II                                       | Klasa B gr.II                                       | Klasa B gr.II                                       | Klasa B gr.II                                       | Klasa B gr.II                                       | Klasa B gr.II                                       | Klasa B gr.II                                       | Klasa B gr.II                                       | Klasa B gr.II                                       | Klasa B gr.II                                       |
| Okręgowe        | VI poziom ligowy                      | Klasa C gr.I                                        | Klasa C gr.I                                        | Klasa C gr.I                                        | Klasa C gr.I                                        | Klasa C gr.I                                        | Klasa C gr.I                                        | Klasa C gr.I                                        | Klasa C gr.I                                        | Klasa C gr.I                                        | Klasa C gr.I                                        | Klasa C gr.II                                       | Klasa C gr.II                                       | Klasa C gr.II                                       | Klasa C gr.II                                       | Klasa C gr.II                                       | Klasa C gr.II                                       | Klasa C gr.II                                       | Klasa C gr.II                                       | Klasa C gr.II                                       | Klasa C gr.II                                       |                                                     |                                                     |                                                     |                                                     |                                                     |                                                     |                                                     |                                                     |                                                     |                                                     |                                                     |                                                     |                                                     |                                                     |                                                     |                                                     |                                                     |                                                     |                                                     |                                                     |                                                     |                                                     |                                                     |                                                     |                                                     |                                                     |                                                     |                                                     |                                                     |                                                     |                                                     |                                                     |                                                     |                                                     |                                                     |                                                     |                                                     |                                                     |                                                     |                                                     |

 Nazewnictwo klas okręgowych

W okręgach białostockim, łomżyńskim i suwalskim funkcjonują nieoficjalnie nazwy, np. klasę A określa się jako okręgową, z kolei łomżyńską klasę B określa się jako klasę wojewódzką. Oficjalnie nadal istnieje podział na klasy A, B i C, stan ten ulegnie zmianie od sezonu 1980/1981, kiedy zostanie wprowadzona klasa okręgowa, klasa A i B.

## Klasa A – IV poziom rozgrywkowy
Grupa białostocka
| Poz. | Drużyna                  | M  | Z  | R | P  | Bramki | Punkty |                 |
| ---- | ------------------------ | -- | -- | - | -- | ------ | ------ | --------------- |
| 1    | Sokół Sokółka            | 22 | 15 | 3 | 4  | 60-23  | 33     | baraż-przegrany |
| 2    | Puszcza Hajnówka         | 22 | 14 | 4 | 4  | 59-25  | 32     |                 |
| 3    | Husar Nurzec             | 22 | 14 | 1 | 7  | 41-24  | 29     |                 |
| 4    | Pogoń Łapy               | 22 | 10 | 7 | 5  | 33-18  | 27     |                 |
| 5    | Tur Bielsk Podlaski (b)  | 22 | 11 | 2 | 9  | 58-37  | 24     |                 |
| 6    | Jagiellonia II Białystok | 22 | 10 | 4 | 8  | 36-30  | 24     |                 |
| 7    | Ognisko Białystok        | 22 | 10 | 4 | 8  | 34-36  | 24     |                 |
| 8    | Promień Mońki (b)        | 22 | 7  | 7 | 8  | 32-36  | 21     |                 |
| 9    | Włókniarz Wasilków       | 22 | 9  | 3 | 10 | 37-51  | 21     |                 |
| 10   | Skra Czarna Białostocka  | 22 | 7  | 6 | 9  | 39-38  | 20     |                 |
| 11   | Włókniarz II Białystok   | 22 | 3  | 2 | 17 | 24-55  | 8      |                 |
| 12   | Cresovia Siemiatycze     | 22 | 0  | 1 | 21 | 12-92  | 1      |                 |

Grupa łomżyńsko-ostrołęcko-ciechanowska
| Poz. | Drużyna                     | M  | Z  | R | P  | Bramki | Punkty | Ł/O |             |
| ---- | --------------------------- | -- | -- | - | -- | ------ | ------ | --- | ----------- |
| 1    | ZWAR Przasnysz              | 26 | -  | - | -  | 84-28  | 41     | O   | baraż-awans |
| 2    | Błękitni Raciąż (b)         | 26 | -  | - | -  | 69-24  | 40     | C   |             |
| 3    | Warmia Grajewo              | 26 | 15 | 3 | 8  | 58-38  | 33     | Ł   |             |
| 4    | Hortex Płońsk (b)           | 26 | -  | - | -  | 48-33  | 31     | C   |             |
| 5    | ZWAC Małkinia               | 26 | -  | - | -  | 50-38  | 31     | O   |             |
| 6    | Mazovia Ciechanów (b)       | 26 | -  | - | -  | 50-31  | 30     | C   |             |
| 7    | Bug Wyszków                 | 26 | -  | - | -  | 54-39  | 30     | O   |             |
| 8    | Olimpia Zambrów             | 26 | 11 | 5 | 10 | 42-35  | 27     | Ł   |             |
| 9    | Żbik Nasielsk (b)           | 26 | -  | - | -  | 34-68  | 20     | C   |             |
| 10   | Ostrovia Ostrów Mazowiecka  | 26 | -  | - | -  | 52-80  | 19     | O   |             |
| 11   | Sparta Szepietowo           | 26 | 8  | 3 | 15 | 46-74  | 19     | Ł   |             |
| 12   | Orzeł Kolno                 | 26 | 7  | 5 | 14 | 46-54  | 19     | Ł   |             |
| 13   | ŁKS II Łomża                | 26 | 8  | 2 | 16 | 25-58  | 18     | Ł   |             |
| 14   | Makowianka Maków Mazowiecki | 26 | -  | - | -  | 23-81  | 6      | O   |             |

- Oficjalna nazwa klubu z Łomży MŁKS Start Łomża (Międzyzakładowy ŁKS).
- Rezerwy ŁKS-u Łomża wycofały się z rozgrywek po sezonie.

Grupa suwalska
| Poz. | Drużyna                 | M  | Z  | R | P  | Bramki | Punkty |             |
| ---- | ----------------------- | -- | -- | - | -- | ------ | ------ | ----------- |
| 1    | Śniardwy Orzysz         | 21 | 18 | 2 | 1  | 90-14  | 38     | baraż-awans |
| 2    | Jurand Bemowo Piskie    | 21 | 12 | 3 | 6  | 52-29  | 27     |             |
| 3    | Wigry II Suwałki        | 22 | 11 | 5 | 6  | 50-35  | 27     |             |
| 4    | Rominta Gołdap          | 22 | 11 | 5 | 6  | 38-41  | 27     |             |
| 5    | Mamry Giżycko           | 21 | 9  | 5 | 7  | 56-36  | 23     |             |
| 6    | Mazur Pisz              | 22 | 7  | 8 | 7  | 32-30  | 22     |             |
| 7    | Czarni Olecko           | 22 | 10 | 2 | 10 | 46-42  | 22     |             |
| 8    | Nida Ruciane-Nida       | 22 | 9  | 3 | 10 | 41-42  | 21     |             |
| 9    | LKS Nikutkowo           | 22 | 8  | 4 | 10 | 42-53  | 20     |             |
| 10   | Sparta Augustów         | 22 | 7  | 2 | 13 | 45-70  | 16     |             |
| 11   | Rospuda Bakałarzewo (b) | 22 | 4  | 3 | 15 | 25-58  | 11     |             |
| 12   | Pogoń Ryn (b)           | 21 | 2  | 2 | 17 | 32-99  | '6     |             |

- Brak wyników 2 meczów.
- Grom Wieliczki przekształcił się w klub Rospuda Bakałarzewo.

Baraże do III ligi
- Sokół Sokółka : Śniardwy Orzysz 0:0
- Śniardwy Orzysz : Sokół Sokółka 3:0, awans Śniardwy.

## Klasa B – V poziom rozgrywkowy
Grupa białostocka
| Poz. | Drużyna                   | M  | Z | R | P | Bramki | Punkty |
| ---- | ------------------------- | -- | - | - | - | ------ | ------ |
| 1    | Narew Żółtki (b)          | 11 | - | - | - | 26-11  | 19     |
| 2    | Lampart Nowe Aleksandrowo | 11 | - | - | - | 24-13  | 16     |
| 3    | Elektronik Białystok      | 11 | - | - | - | 34-15  | 14     |
| 4    | Husar II Nurzec           | 11 | - | - | - | 22-22  | 13     |
| 5    | Gwardia II Białystok      | 11 | - | - | - | 36-26  | 12     |
| 6    | Kolejarz Czeremcha        | 11 | - | - | - | 26-18  | 12     |
| 7    | LZS Turośń Kościelna (s)  | 11 | - | - | - | 21-20  | 12     |
| 8    | Iskra Narew               | 11 | - | - | - | 30-23  | 11     |
| 9    | Kora Korycin              | 11 | - | - | - | 21-35  | 8      |
| 10   | LZS Piliki (b)            | 11 | - | - | - | 20-42  | 6      |
| 11   | Relax Uhowo               | 11 | - | - | - | 23-43  | 5      |
| 12   | Start Białystok           | 11 | - | - | - | 14-29  | 4      |

- Brak końcowej tabeli, wyniki po I rundzie (11 kolejkach).
- Zmiana nazwy Telza na Elektronik Białystok.
- Ostatecznie awansował Lampart Nowe Aleksandrowo.

Grupa łomżyńska
| Poz. | Drużyna                      | M  | Z | R | P | Bramki | Punkty |
| ---- | ---------------------------- | -- | - | - | - | ------ | ------ |
| 1    | Ruch Wysokie Mazowieckie (s) | 16 | - | - | - | 75-11  | 30     |
| 2    | Wissa Szczuczyn (s)          | 16 | - | - | - | 57-23  | 27     |
| 3    | Unia Ciechanowiec            | 16 | - | - | - | 52-24  | 27     |
| 4    | Jegrznia Rajgród             | 16 | - | - | - | 34-62  | 17     |
| 5    | Sokół Sokoły                 | 16 | - | - | - | 32-38  | 16     |
| 6    | LZS Szczuczyn (b)            | 16 | - | - | - | 41-58  | 14     |
| 7    | Mechanik Czyżew              | 16 | - | - | - | 38-48  | 12     |
| 8    | Ziemowit Nowogród (b)        | 16 | - | - | - | 28-56  | 10     |
| 9    | Skrzydlaci Osowiec           | 16 | - | - | - | 14-82  | 0      |

- Po sezonie z rozgrywek wycofały się drużyny: Sokoła Sokoły, LZS-u Szczuczyn, Mechanika Czyżew, Skrzydlatych Osowiec.

Suwalska – gr.I
| Poz. | Drużyna               | M | Z | R | P | Bramki | Punkty |
| ---- | --------------------- | - | - | - | - | ------ | ------ |
| 1    | Orkan Drygały         | 7 | - | - | - | 15-6   | 10     |
| 2    | Mazur Wydminy         | 7 | - | - | - | 14-13  | 9      |
| 3    | Junak Gołdap (b)      | 7 | - | - | - | 11-10  | 8      |
| 4    | Polonia Raczki        | 7 | - | - | - | 12-13  | 7      |
| 5    | Pogoń Banie Mazurskie | 7 | - | - | - | 12-14  | 6      |
| 6    | Pomorzanka Sejny      | 7 | - | - | - | 12-21  | 6      |
| 7    | Pomorzan Prostki      | 7 | - | - | - | 12-11  | 5      |
| 8    | Orzeł Orla Jucha (s)  | 7 | - | - | - | 12-12  | 5      |

- Brak końcowej tabeli, wyniki po I rundzie (7 kolejkach).
- Ostatecznie awansował Mazur Wydminy, ostatnie miejsce zajęła Pogoń Banie Mazurskie.[1]
- Po sezonie z rozgrywek wycofały się drużyny Junaka Gołdap oraz Pogoni Banie Mazurskie.

Suwalska – gr.II
| Poz. | Drużyna               | M | Z | R | P | Bramki | Punkty |
| ---- | --------------------- | - | - | - | - | ------ | ------ |
| 1    | Unia Woźnice          | 7 | - | - | - | b.d.   | 14     |
| 2    | Znicz Biała Piska (b) | 7 | - | - | - | b.d.   | 11     |
| 3    | Meprozet Orzysz (b)   | 7 | - | - | - | b.d.   | 10     |
| 4    | Mazur II Ełk (s)      | 7 | - | - | - | b.d.   | 8      |
| 5    | Kłos Pisanica (b)     | 7 | - | - | - | b.d.   | 5      |
| 6    | Vęgoria Węgorzewo     | 7 | - | - | - | b.d.   | 4      |
| 7    | Lider Sterławki Małe  | 7 | - | - | - | b.d.   | 2      |
| 8    | Olimpia Miłki (b)     | 7 | - | - | - | b.d.   | 0      |

- Zmiana nazwy LZS na Unia Woźnice.
- Brak końcowej tabeli, wyniki po I rundzie (7 kolejkach).
- Ostatecznie awansowała Unia Woźnice, ostatnie miejsce zajęła Olimpia Miłki.[1]
- Po sezonie z rozgrywek wycofały się drużyny: Vęgorii Węgorzewo, Kłosu Pisanica, Olimpii Miłki.

## Klasa C – VI poziom rozgrywkowy
Białostocka – gr.I
| Poz. | Drużyna                          | M  | Z  | R | P  | Bramki | Punkty |
| ---- | -------------------------------- | -- | -- | - | -- | ------ | ------ |
| 1    | Supraślanka Supraśl              | 14 | 12 | 1 | 1  | 77-19  | 25     |
| 2    | Pogranicze Kuźnica Białostocka   | 14 | 9  | 0 | 5  | 39-90  | 18     |
| 3    | Krypnianka Krypno                | 14 | 8  | 1 | 15 | 48-40  | 17     |
| 4    | Hetman Tykocin                   | 14 | 7  | 2 | 5  | 35-26  | 16     |
| 5    | LZS Szudziałowo                  | 14 | 6  | 0 | 8  | 31-32  | 12     |
| 6    | Lampart II Nowe Aleksandrowo (b) | 14 | 5  | 2 | 7  | 30-51  | 12     |
| 7    | LZS Krynki                       | 14 | 3  | 2 | 9  | 23-42  | 8      |
| 8    | Narew II Żółtki (b)              | 14 | 2  | 0 | 12 | 18-61  | 4      |

- Zmiana nazw LZS na Krypnianka Krypno.

Białostocka – gr.II
| Poz. | Drużyna             | M | Z | R | P | Bramki | Punkty |
| ---- | ------------------- | - | - | - | - | ------ | ------ |
| 1    | Żubr Drohiczyn      | 8 | - | - | - | 28-23  | 13     |
| 2    | Jawor Dubiny        | 8 | - | - | - | 29-15  | 10     |
| 3    | LZS Poświętne       | 8 | - | - | - | 22-25  | 7      |
| 4    | LZS Brańsk          | 8 | - | - | - | 28-25  | 5      |
| 5    | Żubr Białowieża (b) | 8 | - | - | - | 16-32  | 5      |

- Brak końcowej tabeli, wyniki po I rundzie (8 kolejek). Drużyny w całym sezonie grały 16 kolejek.
- Ostatecznie awansował Żubr Białowieża.

## Puchar Polski – rozgrywki okręgowe
- BOZPN – Gwardia Białystok : Jagiellonia Białystok 1:1 (4:2)karne.
- ŁOZPN – Olimpia Zambrów : Orzeł Kolno 1:1 (6:5)karne
- SOZPN – Wigry Suwałki : Mazur Ełk 2:0